# Impatiens keilii
Impatiens keilii är en balsaminväxtart. Impatiens keilii ingår i släktet balsaminer, och familjen balsaminväxter.

## Underarter
Arten delas in i följande underarter:
- I. k. keilii
- I. k. pubescens